# Последние залпы
«Последние залпы» — советский чёрно-белый военный фильм 1960 года режиссёра Леона Саакова по одноимённой повести Юрия Бондарева.

## Сюжет
1945 год, последние дни войны. В Карпатах у самых границ с Чехословакией немецкая группировка стремительно направляется к городу Марице, куда только что вошли словацкие партизаны. Артиллеристская батарея капитана Новикова получает приказ во что бы то ни стало задержать немецкие танки…

## В ролях
- Юрий Назаров — Дмитрий Новиков, капитан
- Валентина Куценко — Елена Колоскова
- Олег Лозовский — Виктор Алёшин, младший лейтенант
- Владимир Липпарт — Порохонько, наводчик
- Александр Стрельников — Ремешков
- Юрий Киреев — Овчинников, командир первого взвода, лейтенант
- Владимир Голуб — Владимир Богатенков, заряжающий, в мирной жизни — шахтёр
- Николай Смирнов — Лягалов, замковый, в мирное время — колхозный бухгалтер
- Михаил Козаков — Горбачёв, командир отделения разведки, старшина
- Борис Кожухов — Гулько, командир дивизиона, майор
- Иван Бондарь — Сапрыкин, парторг, командир второго орудия, сержант
- Даниил Нетребин — Степанов, наводчик
- Иван Парамонов — Сужиков
- Кирилл Столяров — Иржи, чех
- Пётр Должанов — капитан-интендант

## Песни и музыка в фильме
В фильме состоялся кинодебют Булата Окуджавы, прозвучали его песни:
- «Как мне нужны твои руки» (М. Вайнберг — Б. Окуджава), исполнение певицы Майи Кристалинской;
- «Вёрсты, вёрсты…» (М. Вайнберг — Б. Окуджава), исполнение актрисы Валентины Куценко.

Нельзя не вспомнить и музыку Вайнберга к известным «военным» кинолентам «Летят журавли» М. Kaлaтoзoвa и «Последние залпы» Л. Саакова такую проникновенную, тонкую и очень важную в драматургии фильмов.— Музыкальная жизнь, 1990

## Критика
Фильм, в батальном отношении снятый в почти документальной манере, однако критиковался за упрощение психологии героев и ослабление драматизма экранизируемой повести:

фильм подчёркнуто простой и претендующий на достоверность. Но простота здесь показная, взятая взаймы. Прозаизм съёмок прикрывает внутреннюю бутафорию. Из интересной повести Ю. Бондарева, по существу изъято основное — сложный духовный мир её героев.
Автор экранизированной повести при в целом положительной оценке («Все батальные сцены сделаны в нем превосходно. Они правдивы — до документальности») также отмечал что в фильме существенной утратой являются отсутствие нескольких сцен повести, что «снижает трагичность сложившейся обстановки» и «обедняет образ» главного героя фильма.